# Breakin' News
Breakin' News è l'ottavo album del rapper statunitense E-40, pubblicato il 9 settembre 2003.
Il disco, distribuito dalla Sick Wid It e dalla Jive Records, raggiunge la sedicesima posizione nella Billboard 200 e la quarta nella chart degli album hip hop.
| Recensione | Giudizio |
| ---------- | -------- |
| AllMusic   | [ 2 ]    |
| RapReviews | (7.5/10) |

## Tracce
1. Breakin' News (featuring Rankin Scroo) – 4:53
2. Hot – 3:08
3. I Got Dat Work (featuring Turf Talk) – 4:51
4. Quarterbackin' (featuring Clipse) – 4:44
5. Married to the Ave – 4:25
6. One Night Stand (featuring DJ Kay Slay) – 4:12
7. I Hope U Get This Kite – 4:05
8. Act a Ass (featuring Rankin Scroo) – 4:28
9. Anybody Can Get It (featuring Lil Jon & The Eastside Boyz, Bone Crusher & David Banner) – 4:23
10. Gasoline (featuring Turf Talk & Doonie) – 4:35
11. Show & Prove (featuring Goapele) – 3:41
12. This Goes Out – 3:57
13. Northern Califoolya (featuring San Quinn, Messy Marv, B-Legit, EA-Ski, Keak Da Sneak & James "Stomp Down" Bailey) – 5:10
14. That's A Good Look 4 U (featuring  Passion) – 4:25
15. If I Was A 5th – 4:17
16. Wa La (featuring The Mossie & Mo-Mo) – 3:54
17. Pharmaceutical (Outro) – 2:23
18. Quarterbackin' (DJ Quik Remix) (featuring Clipse) – 4:04

## Classifiche settimanali
| Classifica (2003)         | Posizione massima |
| ------------------------- | ----------------- |
| Stati Uniti               | 16                |
| US Top R&B/Hip-Hop Albums | 4                 |